# Batería electrónica

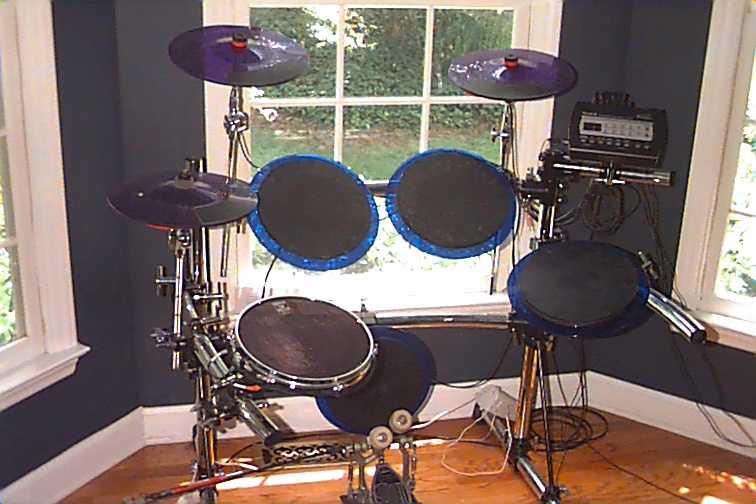
Batería electrónica básica hecha por Pintech.

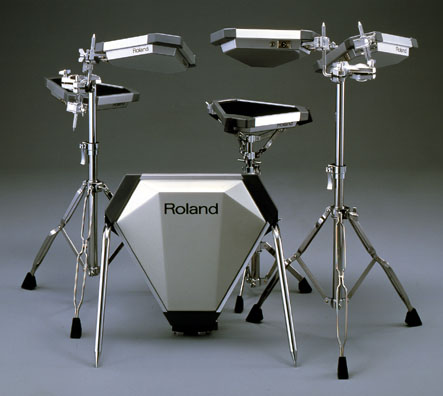
Batería electrónica Roland DDR30, batería popular y pionera de los años 80s

La batería electrónica es un instrumento de percusión electrónico moderno, diseñado principalmente como una alternativa a la batería acústica. Las baterías electrónicas consisten en un módulo de sonido electrónico que produce los sonidos de percusión sintetizados y un conjunto de pads, generalmente construidos en forma de tambores y platillos, que están equipados con sensores electrónicos que envían una señal electrónica al módulo sampler que emite un sonido al reproductor. Al igual que los tambores normales, los pads se golpean con baquetas y se tocan de manera similar a un kit de batería acústica, aunque con algunas diferencias en la experiencia de tocar la batería.

## Composición
- Los pads, en los cuales se encuentran capturadores, comúnmente llamados triggers, que realizan la función de tom de la bateria, transmitiendo el sonido que sale al golpearlos.
- Un convertidor trigger-to-midi es el encargado de transformar la señal creada por los triggers a una señal MIDI.
- Un módulo sampler, que produce un sonido determinado por la señal MIDI recibida.

Normalmente, el módulo incluye la función de convertidor trigger-to-midi. También se dan casos en los que el convertidor está aparte y se usa una tarjeta de sonido a modo de módulo sampler.
La batería electrónica consta de tantos pads como elementos en una batería acústica, todos tienen la misma naturaleza, excepto los que cumplen una función análoga a los pedales de charles (Hi-Hat) y bombo de la batería acústica. El primero permite "abrir" o "cerrar" el charles, variando la señal MIDI y de este modo el sonido producido por el módulo, el segundo, en cambio, solo sirve a modo de golpeador, igual que en una batería acústica. Así podemos decir que una batería electrónica estándar consta de los siguientes:
- Redoblante
- Hi-Hat + pedal
- Ride
- Crash
- Toms 1 y 2
- Goliat o
- Bombo + pedal

## Funcionamiento
Al golpear un pad con la baqueta se crea una diferencia de potencial que se capta en los sensores piezoeléctricos. Las señales resultantes son enviadas a un módulo mediante cables TS o TRS, y son transformadas en ondas de sonido que producen el sonido de batería deseado, atendiendo al pad que origina la señal MIDI, así como la fuerza aplicada a éste y otros datos. La mayoría de módulos modernos tienen entradas para dos o más platillos, bombos, de tres a cuatro toms, un redoblante (que normalmente puede producir dos señales de redoblante o de aro), y un hi-hat. El hi-hat, como hemos dicho antes, posee un pedal que controla la "apertura virtual", produciendo sonidos que van del hi-hat abierto por completo a cerrado y sonidos intermedios en los kits de mejor calidad.
A cada pad se le puede asignar un distinto sonido, de manera que un baterista que use este tipo de instrumento, tiene total libertad a la hora de configurar su sonido, creando distintos kits de sonido con una sola batería electrónica. Además, se puede asignar cualquier tipo de sonido a sus pads, no solo de batería. A esta posibilidad recurren muchos bateristas de música industrial. Este factor es visto por muchos como una gran ventaja sobre las baterías acústicas, dado que con un solo set de batería se puede tocar jazz, rock o baladas, simplemente seleccionando los kits de sonido desde el módulo.

## Las primeras baterías electrónicas
La batería electrónica fue creada por Graeme Edge y Brian Groven en 1971, predominando en la década siguiente. Se crea para tener una versión que se pudiera utilizar en los hogares y en espacios abiertos y conectarla a altavoces. Muchos bateristas sostienen que las primeras baterías electrónicas solo conseguían un sonido aproximado al de una batería acústica, pues había problemas técnicos con los disparadores y musicales con el tono y la dinámica. De este modo, los pioneros de la batería electrónica usaban sets como el viejo Pollard Syndrum, el Simmons y los modelos Yamaha solo para ciertos tipos de rock, disco y techno, géneros en los cuales las baterías solo debían seguir un cierto patrón para llevar el ritmo del tema, sin ninguna variación del timbre o la dinámica. Estos no eran más que secuenciadores de batería manuales, excepto el caso del Pollard Syndrum, que fue el primer kit de batería electrónica para grabación en estudio. Tenía timbre, disparadores de confianza y un rango dinámico completo para el oído humano. El Pollard Syndrum fue altamente codiciado por bateristas y músicos para grabar en estudio.
Cabe citar que actualmente existen baterías y módulos de bajo precio cuya calidad es solo ligeramente mayor que estos primeros modelos. Generalmente, estos modelos básicos son hoy en día vendidos solo para principiantes.
He aquí un fragmento de una entrevista de Graeme Edge, miembro de The Moody Blues (original en inglés):

Entrevistador: Una de las canciones más curiosas era Procession, de Every Good Boy Deserves Favour, en la cual se observaba el trabajo pionero de Graeme Edge con su batería electrónica. ¿Cómo sucedió esto?

Graeme: Conocí al profesor de electrónica de la Universidad de Sussex, Brian Groves. Conseguimos crear un kit de batería electrónica, una asombrosa idea. Tuve el panel de control frente a mí, ya está pasado, pero nosotros fuimos los primeros en hacerlo. Había piezas de goma con plata en la parte trasera, con una bobina que se movía arriba y abajo en un imán produciendo una señal, por lo que era sensible al tacto. Tenía 5 cajas en lo alto y después diez toms y ocho bombos bajo mis pies y además cuatro lotes de 16 secuenciadores, dos en cada lado. Había un hueco para tocar una pandereta, una caja china, una caja y tres toms. Aún no existían los chips, hicimos todo con transistores. Tendría alrededor de 500 transistores. La batería por dentro se asemejaba a un plato de spaghetti. Fue magnífico cuando funcionó, pero aún no era su momento, era demasiado sensible para tocar.

## Innovaciones
Las nuevas baterías electrónicas han conseguido corregir la mayoría de las deficiencias que se presentaban en las primeras baterías electrónicas. Mientras que la mayoría de los fabricantes ofrecen unidades para principiantes, se crean kits profesionales enfocados a crear un sonido y experiencia prácticamente idéntico al proporcionado por una batería acústica. Como ejemplos podemos nombrar a la Yamaha DTXtreme IIS, la DDrum 4SE y tanto la Roland TD-12 como la TD-20 V-Drums. Como norma estos kits profesionales de batería constan de:
- Sonido de alta calidad digital- Estos módulos ofrecen samplers de 24 bits, con cientos de sonidos de percusión para elegir.

- Sensores de dinámica y posición- El módulo es capaz de detectar qué punto del pad ha sido presionado, para proporcionar el sonido que le corresponde. Además, tanto el volumen como el timbre del sonido están determinados por la fuerza aplicada.

- Múltiples disparadores o triggers- Las cajas y los toms poseen distintas zonas separadas, permitiendo producir sonido de caja o de aro, al igual que los platillos diferencian el sonido del borde y del centro.

- Charles más realista- Los nuevos modelos permiten distinguir entre el sonido del charles abierto o cerrado mediante un pedal que envía una señal MIDI. Un módulo electrónico detecta la apertura deseada tomando los datos del pedal, para proporcionar la señal correspondiente a dicha apertura en un charleston real. De este modo se ofrecen samples para charles parcialmente abierto, abierto y cerrado.

- Múltiples salidas- Estos módulos tienen múltiples salidas hacia la mesa de mezclas de audio de manera que cada grupo de pads (platillos, toms, etc.) puede mezclarse de manera independiente (como en las baterías dotadas de un sistema de micrófonos).

- Actualización- Se pueden actualizar los samples y módulos, así como el software de la batería electrónica.

A pesar del gran avance de la tecnología de las baterías electrónicas, con el mayor atractivo para bateristas que ello supone, los músicos más tradicionales siguen sosteniendo que una batería electrónica jamás podrá ofrecer el mismo sonido, matiz y tacto que una batería acústica y podemos decir que es verdad porque harían falta infinitos sensores y una cantidad enorme de samples para poder recrear el sonido y los matices de una batería acústica. [cita requerida]